# Schwertbohne
Die Schwertbohne (Canavalia gladiata), auch Fetischbohne oder Madagaskarbohne genannt, ist eine Pflanzenart in der Unterfamilie Schmetterlingsblütler (Faboideae) innerhalb der Familie der Hülsenfrüchtler (Fabaceae). Sie ist nur aus Kultur bekannt und wird als Nutzpflanze in den Tropen angebaut. Sie ist nahe verwandt mit einer Reihe anderer „Bohnen“ genannter Feldfrüchte, insbesondere mit der Jackbohne.

## Beschreibung

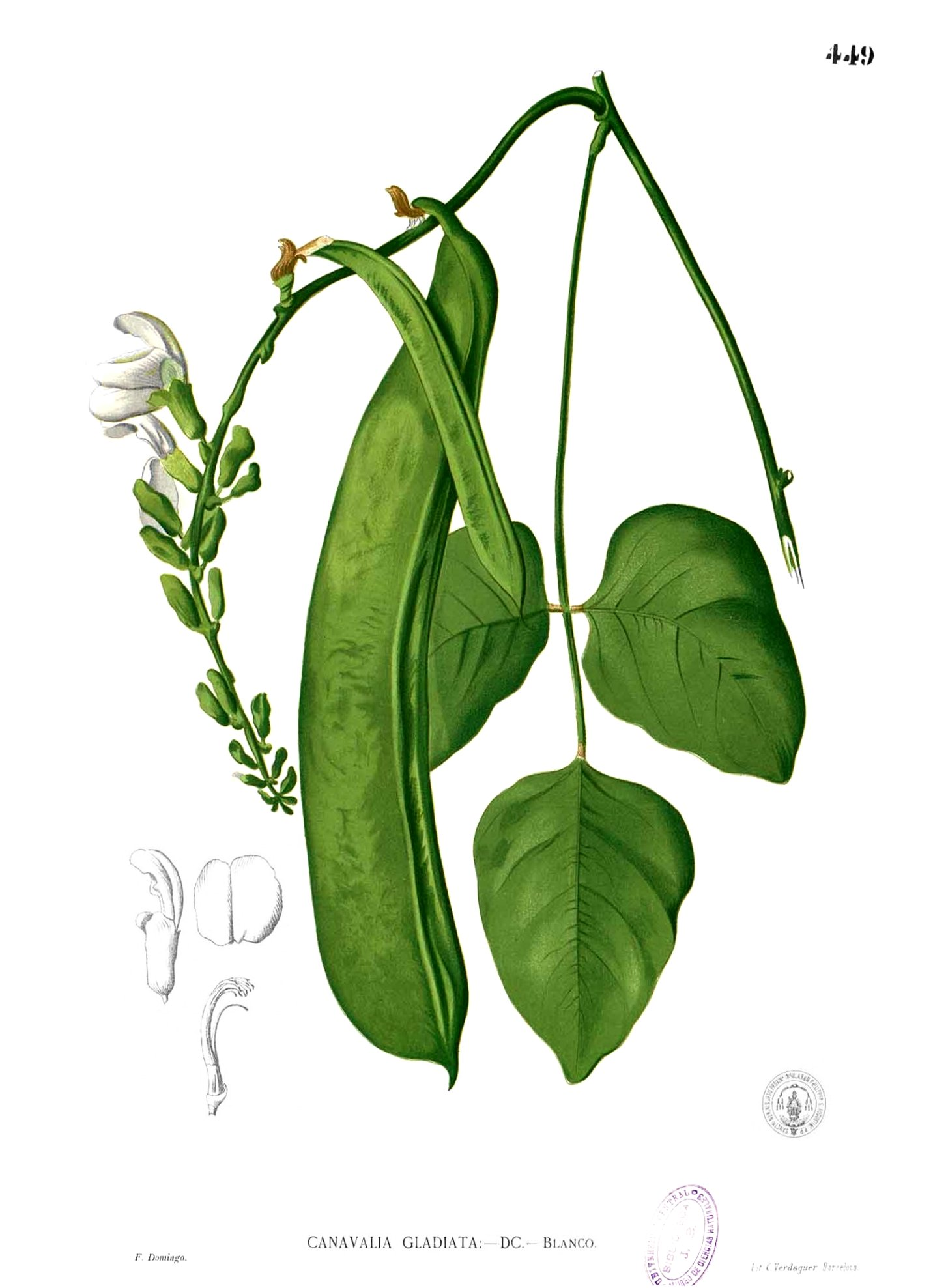
Illustration aus Blanco

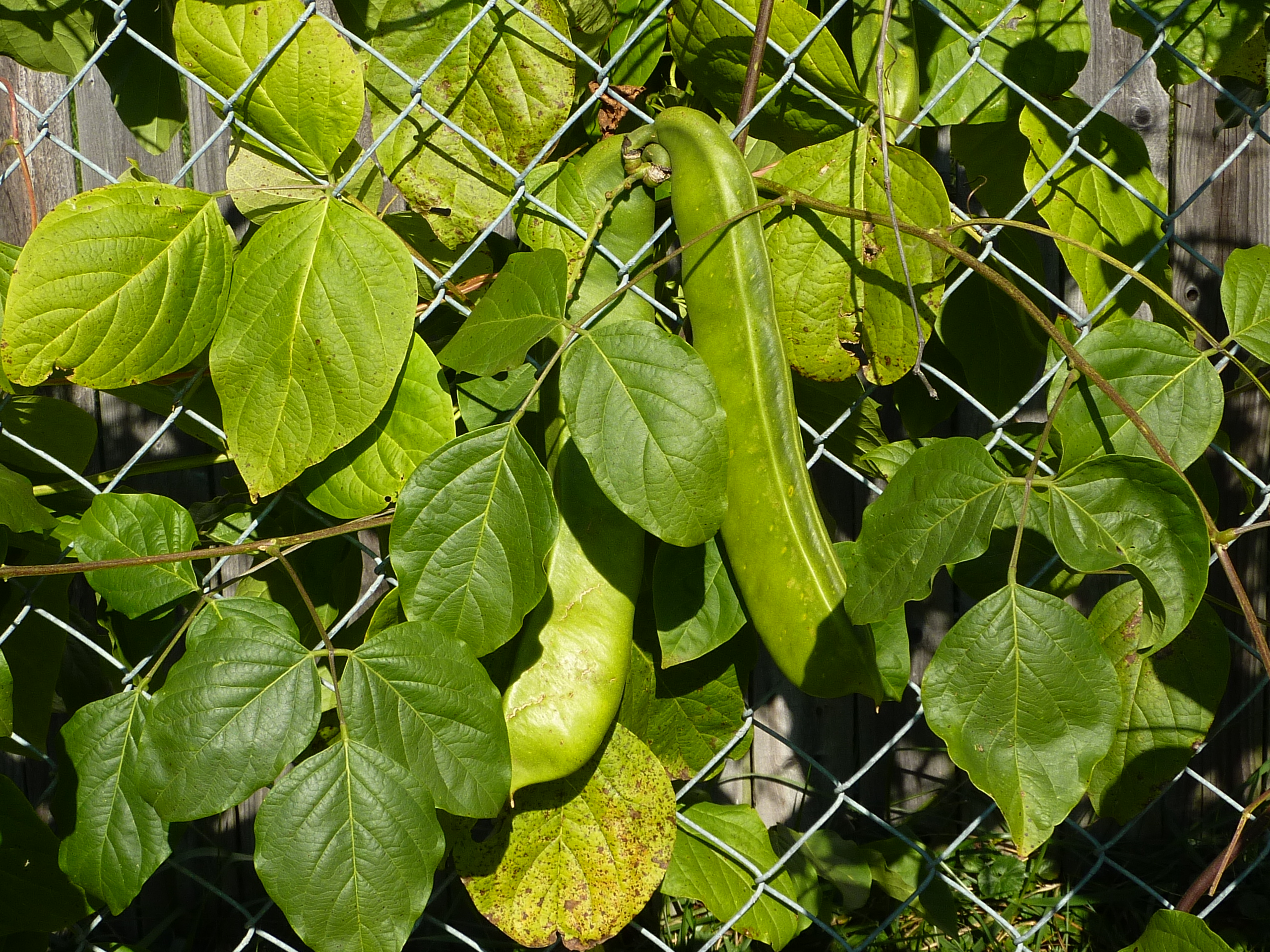
Gestielte, dreiteilige Laubblätter und Hülsenfrucht

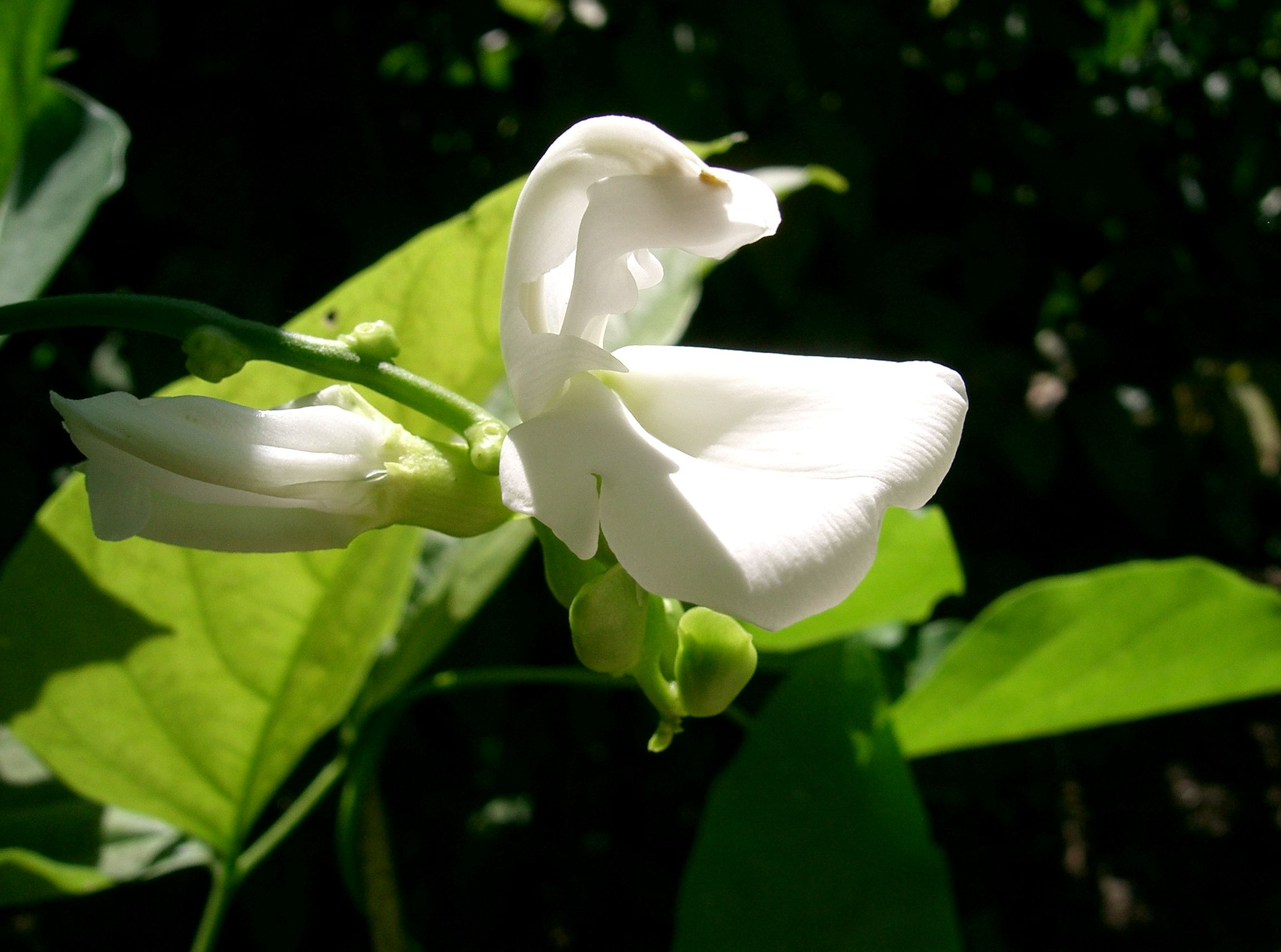
Zygomorphe, weiße Blüte

### Erscheinungsbild und Blatt
Die Schwertbohne ist eine windende, rankende, kletternde und mehrjährige krautige Pflanze. Zur Korngewinnung wird sie meist wie eine einjährige Pflanze kultiviert. Die Sprossachsen erreichen Längen von bis zu 10 Metern und verholzen etwas wenn sie älter als ein Jahr werden. Das Wurzelsystem reicht relativ tief in den Boden. Die Keimung erfolgt epigeal. Bei den Sämlingen sind die ersten zwei gegenständigen Laubblätter einfach mit zwei verwachsenen Nebenblättern.
Die wechselständig am Stängel angeordneten Laubblätter sind in Blattstiel und Blattspreite gegliedert. Der Blattstiel ist 5 bis 17 Zentimeter lang. Die Blattspreite ist dreizählig. Die Fiederblättchen sind 4 bis 7 Millimeter lang gestielt. Die krautigen, meist ganzrandigen Blättchen sind bei einer Länge von 8 bis 20 Zentimeter sowie einer Breite von 5 bis 14 Zentimeter eiförmig bis rhombisch, mit gerundeter bis spitzer oder leicht herzförmiger Basis und einem meist spitzen oberen Ende. Beide Seiten der Blättchen sind spärlich, kurz und weißlich oder braun flaumig behaart. Die Nebenblätter der Blätter fallen früh ab.

### Blütenstand und Blüte
Die Blütezeit liegt in China zwischen Juli und September. In den Blattachseln steht ein 4 bis 25 Zentimeter langer Blütenstandsschaft. In einem 7 bis 12 Zentimeter langen traubigen Blütenstand stehen an den Nodien der Blütenstandsachse jeweils zwei oder drei Blüten zusammen; insgesamt 10 bis 20 Blüten in einem Blütenstand. Die winzigen Trag- und Deckblätter fallen früh ab.
Die zwittrigen Blüten sind zygomorph und fünfzählig mit doppelter Blütenhülle; sie sind oft resupinat. Die fünf etwas flaumig behaarten Kelchblätter sind zu einem bis zu 1,5 Zentimeter langen, glockenförmigen, zweilippigen Kelch verwachsen. Die große Oberlippe des Kelches ist zweiteilig sowie gerundet und die viel kleiner Unterlippe endet in drei spitzen Kelchzähnen. Die bei einer Länge von 3 bis 3,5 Zentimeter relativ große Blütenkrone hat den typischen Aufbau einer Schmetterlingsblüte. Die fünf auffällig weißen bis  purpurfarbenen Kronblätter sind kurz genagelt und geöhrt. Die aufrechte Fahne ist bei einer Länge von 3 bis 3,5 Zentimeter sowie einer Breite von etwa 2,5 Zentimeter breit-elliptisch und ausgerandet. Die Flügel und das Schiffchen sind länglich, nach innen gebogen und kleiner als die Fahne. Die zehn fertilen Staubblätter sind alle verwachsen. Das einzige, kurz sowie dünn gestielte, oberständige Fruchtblatt enthält viele Samenanlagen. Der nach innen gebogene Griffel endet in einer kleinen Narbe.

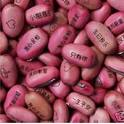
Samen

### Frucht und Samen
Die Hülsenfrüchte reifen in China im Oktober. Die etwas abgeflachten, teils etwas gebogenen und langen, bespitzten Hülsenfrüchte besitzen eine Länge von 20 bis 40 oder manchmal bis zu 50 Zentimeter sowie einer Breite von 2 bis 6 Zentimeter. Jede dick ledrige Fruchtklappe besitzen an der Bauchnaht eine erhabene Rippe und parallel nahe dazu eine extra Rippe. Die Hülsenfrüchte enthalten 8 bis 20 Samen. Die Fruchtklappen verdrehen sich beim Öffnen.
Die relativ großen Samen sind bei einer Länge von 2 bis 3,5 Zentimeter und einem Durchmesser von 1,5 bis 2 Zentimeter eiförmig bis ellipsoid, bohnenartig und etwas abgeflacht. Die glatte Samenschale ist meist cremefarben bis dunkelbraun oder rötlich-braun, selten schwarz, rosafarben oder weiß. Das 15 bis 25 Millimeter lange, längliche und bräunliche Hilum nimmt fast die ganze Länge des Samens ein. Die Tausendkornmasse ist mit 1800 und 2100 Gramm relativ hoch.

### Chromosomensatz
Die Chromosomengrundzahl beträgt x = 11; es gibt diploide 2n = 22 oder tetraploide 2n = 44 Formen.

## Taxonomie
Die Erstveröffentlichung erfolgte 1788 unter dem Namen (Basionym) Dolichos gladiatus durch Nikolaus Joseph Freiherr von Jacquin in Icones Plantarum Rariorum, Band 3, 1, Tafel 560. Die Neukombination zu Canavalia gladiata (Jacq.) DC. wurde 1825 durch DC. in Prodromus Systematis Naturalis Regni Vegetabilis, Band 2, S. 404 veröffentlicht. Weitere Synonyme für Canavalia gladiata (Jacq.) DC. sind: Canavalia ensiformis var. gladiata (Jacq.) Kuntze, Canavalia gladiolata J.D.Sauer, Canavalia gladiata var. machaeroides DC., Canavalia incurva (Thunb.) DC., Canavalia incurva Thouars, Canavalia loureiroi G.Don, Canavalia machaeroides (DC.) Steud., Canavalia maxima Thouars, Dolichos incurvus Thunb., Malocchia gladiata (Jacq.) Savi.

## Verbreitung und Anbaubedingungen
Canavalia gladiata ist nur von kultivierten Pflanzen bekannt. Sie wird besonders in den Tropen angebaut. In vielen tropischen Gebieten ist sie verwildert und nun ein Neophyt (beispielsweise Madagaskar).
Die Gemüsenutzung der Schwertbohne ist weitverbreitet in Asien höher als in anderen Kontinenten, besonders wichtig ist ihr Anbau in Indien, Burma, Ceylon und Malaysia. In Afrika ist der Anbau in Westafrika, in der Demokratischen Republik Kongo und in Angola besonders zu nennen, weniger wichtig ist sie in Äthiopien. Sehr wichtig ist aber auch die Nutzung als Bodendecker und als Gründüngung. Für diese Zwecke hat sie auch Eingang in Australien und Amerika gefunden.
Die Schwertbohne gehört in die regenfeuchten bis wechselfeuchten Tropen, am besten mit Jahresniederschlägen zwischen 900 und 1500 mm, höhere Niederschläge werden vertragen und Trockenperioden werden durch das tiefgehende Wurzelsystem überstanden. Die nötigen Temperaturen für einen Anbau betragen 14 bis 30 °C und in den Tropen ist der Anbau bis in Höhenlage von 1500 oder 1800 Meter möglich. Die Schwertbohne gedeiht auf vielen tropischen Böden und toleriert nährstoffarme, saure Böden ebenso wie alkalische Böden in einem pH-Bereich von 4,3 bis 7,1. Gegen Wasserstau im Boden ist sie empfindlich.
|                                 | grüne Hülsen | trockene grüne Bohnen | Samen       |
| ------------------------------- | ------------ | --------------------- | ----------- |
| Brennwert in kJ (kcal) je 100 g | 1.340 (320)  |                       | 1.530 (375) |
| Wasser in % Frischmasse         | 89,2         |                       | 14,4        |
| Rohprotein in % Trockenmasse    | 2,8          | 23,7                  | 27,1        |
| Rohfett in % Trockenmasse       | 0,2          | 1,8                   | 0,6         |
| Kohlenhydrate in % Trockenmasse | 7,3          | 56,1                  | 53,8        |
| Rohfaser in % Trockenmasse      | 1,5          | 13,2                  | 11,6        |
| Asche in % Trockenmasse         | 0,5          | 5,2                   | 3,6         |

## Inhaltsstoffe
Die Samen enthalten Giftstoffe (Concanavalin A und B), die vor dem Verzehr durch geeignetes Einweichen und Kochen neutralisiert werden müssen. Auch Canatoxin ist enthalten.
Relativ hoch ist der Rohproteingehalt der Bohnen und sehr gering ist der Fettgehalt.
Je 100 g frische Hülsenfrüchte enthalten 33 mg Ca, 66 mg P, 1,2 mg Fe, 40 IU Vitamin A, 0,2 mg Thiamin, 0,1 mg Riboflavin, 2 mg Niacin und  32 mg Ascorbinsäure.
Je 100 g trockene Samen enthalten 158 mg Ca, 298 mg P, 7,0 mg Fe, 0,8 mg Thiamin, 1,8 mg Riboflavin und 1 mg Ascorbinsäure.

## Nutzung
Die Hülsenfrüchte und Samen werden gegessen. Canavalia gladiata wird zur Gründüngung, als Bodendecker und als Viehfutter verwendet.
Die Erträge an Grünmasse und Futter liegen zwischen 40 und 50 Tonnen je Hektar und die Bohnenerträge bei 7 bis 9 Doppelzentner je Hektar angegeben.
Die Ernte der grünen, 10 bis 15 cm langen Hülsenfrüchte erfolgt 3 bis 4 Monate nach der Aussaat, bevor sie durch die Entwicklung der Körner dick und hart sind. Die Kornreife erfolgt 5 bis 10 Monate nach der Aussaat.
Die jungen Hülsenfrüchte werden besonders im tropischen Asien wie grüne Bohnen (Phaseolus vulgaris) gekocht. Die vollausgebildeten, noch frischen grünen Samen werden gekocht wie Vicia faba gegessen. Die Hülsenfrüchte sind auf Grund ihres starken Geschmackes und ihrer dicken festen Schale nicht gleich beliebt wie die von Phaseolus vulgaris. Vollausgereifte trockene Samen sollten mit Vorsicht gegessen werden, da sie leicht giftig sind; dies wird minimiert durch Einweichen, Wechseln des Kochwassers, Abwaschen oder Fermentation. Weiße Samen sollen einen besseren Geschmack haben als farbige. Blüten und junge Laubblätter werden gebrüht zum Aromatisieren verwendet.
In Kuba werden die Samen als Kaffeeersatz verwendet.
Rosafarbene Samen werden manchmal in der traditionellen chinesischen Medizin verwendet. In Japan und Korea wird Canavalia gladiata bei unterschiedlichen Krankheiten eingesetzt. In Korea wird eine Seife mit Schwertbohnenextrakten hergestellt, um beispielsweise Akne zu behandeln.
Das Urease-Extrakt von Schwertbohnen wird in Analytischen Laboren eingesetzt.

## Pflanzenkrankheiten
Die Schwertbohne ist ziemlich widerstandsfähig gegen Pflanzenkrankheiten. Die gefährlichste Pilzkrankheit wird durch Colletotrichum lindemuthianum verursacht. Die Schwertbohne ist ein Wirt für das Tomato Spotted Wilt Virus (TSWV). Die Canavalia-Arten sind bekannt dafür, Nematoden-Populationen zu reduzieren. Doch ist sie anfällig für die Soybohnen-Zysten-Nematode (Heterodera glycines), aber dieser Schädling wurde in Afrika noch nicht nachgewiesen. Hauptschädlinge sind Spodoptera frugiperda und Käfer-Engerlinge, die in den Sprossachsen bohren. Schwertbohnen-Samen sind ziemlich widerstandsfähig gegenüber Vorratsschädlingen und -krankheiten.

## Ökologie
Angeblich haben die Laubblätter der Schwertbohne eine fungizide Wirkung. Es wurde beobachtet, dass Schwertbohnenblätter, durch Blattschneiderameisen in ihren Bau gebracht, ihren „Pilzgarten“ schädigen und dadurch die Brut für mehrere Monate vernichten. Daher gibt es die Empfehlung, zur Bekämpfung von Ameisen und Termiten frische Blätter der Schwertbohne auf ihren Bauten auszubreiten.

## Kultur
In manchen afrikanischen Staaten ist Canavalia gladiata manchmal eine Fetisch-Pflanze.

## Trivialnamen
Trivialnamen in anderen Sprachen sind:
- englisch: Scimitar-bean, Sword-bean[8], Scimitar bean, Jamaican horse bean[1] Sword bean, Japanese jackbean, jack bean, sword jackbean, sword-bean, horse bean[3]
- französisch: Dolic en sabre, Pois sabre, Pois sabre rouge[8], Haricot sabre, Pois sabre de la Jamaïque, Pois de l'Inde, Dolique sabre[1] fève Jacques[3]
- portugiesisch: feijão-de-porco (Brasilien)[8], Feijão espada[1], Fava-contra[3]
- spanisch: Haba de burro[8], Carabanz[1], frijol café (Kuba), frijol de machete (Kuba), bejuco de bibijaguas (Kuba), frijol de bibijagua (Kuba), poroto sable (Lateinamerika), haba blanca (Mexiko), haba de caballo (Mexiko)[3]
- schwedisch: svärdböna
- dänisch: Sabelbønne, Svaerdbønne[1]
- holländisch: Zwaardboon[1]
- arabisch: Fûl hindî[1]
- chinesisch: 刀豆 Dao dou[4] (auch der Name in der traditionellen chinesischen Medizin)[1]
- japanisch: 鉈豆 oder in Hiragana なたまめ bzw. in Katakana ナタマメ, transkribiert jeweils nata mame[1]
- malaysisch: Kacang parang (Kachang parang), Kacang polong, Kacang parasman (Indonesien), Kara pedang, Koas bakol[1], kasa pedang[3]
- laotisch: Khùa, 'khao 'khièo[1]
- Tagalog: Habas[1]
- Thai: Thua phraa (Thua phra)[1]
- Visayan: Magtambokau[1]
- Khmer: Tioeuhs[1][3]
- Swahili: mbwanda, Mwingasiafu[3]
- Hindi: बडाबीन bara sem, लालकादसुमबल lal kadsumbal[3]
- äthiopisch: dir-daguer[3]
- thailändisch: thua-phra[3]
- Philippinen: habas (Tagalog), magtambokau (Bisaya)[3]
- Madagaskar: Morataitra[3]